# طائرات الإقلاع والهبوط العمودي الكهربائية (eVTOL)
تستخدم طائرة الإقلاع والهبوط العمودي الكهربائية (eVTOL) الطاقة الكهربائية للتحليق والإقلاع والهبوط عموديًا. جاءت هذه التكنولوجيا بفضل التطورات الضخمة في دفع المركبة بالطاقة الكهربائية (المحركات، البطاريات، خلايا الوقود، وحدات التحكم الإلكترونية) والحاجة المُلحة لمركبات التنقل الجوي في المناطق الحضرية (التاكسي الجوي). يتم تطوير العديد من النماذج من قبل شركات الطائرات مثل بوينج،  إيرباص، امبراير، هوندا، تويوتا، هيونداي، ناسا وفولوكوبتر.

## التاريخ
ظهر مفهوم طائرات eVTOL لأول مرة في عام 2009 عندما انتشر مقطع فيديو لـ ناسا بفن eVTOL  في 11 نوفمبر 2009، استخدم هذا المفهوم تقنية جديدة تم تطويرها في وكالة ناسا تسمى الدفع الكهربائي الموزع (DEP). تم نشر أوراق إضافية عن البفن في 13 سبتمبر في مؤتمر AIAA ATIO العاشر، و NASA Puffin Electric Tailsitter VTOL Concept  ونظام Puffin Redundant Electric Powertrain System. تبع ذلك سريعًا إنشاء العديد من الشركات في عام 2011 وبرزت الجهود الصناعية لبناء أول نموذج، مثل: مشروع أغستاوستلاند زيرو (إيطاليا)، وفولو كوبتر VC1 (ألمانيا) وأوبنر بلاك فلاي (الولايات المتحدة). تم تقديمه رسميًا من قبل جمعية الطيران العمودية والمعهد الأمريكي للملاحة الجوية والملاحة الفضائية (AIAA) في عام 2014 خلال «ورشة العمل المشتركة لمفاهيم الطيران العمودي التحويلية حول تمكين مفاهيم الطيران الجديدة من خلالالدفع الكهربائي الموزع وبنيات الطاقة» التي عقدت في فرجينيا.
منذ ذلك الحين، زاد الاهتمام بين مصنعي الطائرات على الـ eVTOLs، كما عملت شركات مثل بوينج وإيرباص وبيل على التكنولوجيا:
- قدمت إيرباص آ فاهانا في عام 2017 في معرض باريس الجوي، [8] أول رحلة تمت في يناير 2018
- بوينج - أورورا لعلوم الطيران PAV، قيد التطوير منذ عام 2017، وأول رحلة متوقعة في عام 2019
- تم الكشف عن بيل نيكزس 6HX في CES 2019

إضافاً إلى أكبر مصنعى الطائرات في العالم، لعبت الشركات الناشئة دورًا مهمًا في تطوير هذه المركبات الجوية وكانت أحيانًا رائدة في التقدم التكنولوجي.
نشرت أوبر ورقة بحثية عن مشروع يسمى Elevate شارك في تأليفه جيف هولدن ونيخيل جويل ومارك مور. حددت الورقة الجدوى من استخدام نظام النقل الجوي عند الطلب. ساعدت هذه الوثيقة -إلى جانب قمم Elevate السنوية اللاحقة التي استضافتها الشركة في الفترة من 2017 إلى 2019- في تطوير مفاهيم طائرات eVTOL والتنقل الجوي الحضري (UAM) من مفهوم الخيال العلمي إلى قطاع طيران يلعب دور محتمل تتبعه العشرات من مشاريع التطوير.
في ديسمبر 2020، استحوذت شركة جوبي أفييشن على مشروع أوبر المسمى بـ أوبر Elevate. عند الاستحواذ، قال الرئيس التنفيذي لشركة جوبي JoeBen Bivert: «لم يلعب الفريق في Uber Elevate دورًا مهمًا في صناعتنا فحسب، بل طوروا أيضًا مجموعة رائعة من أدوات البرامج التي تعتمد على أكثر من عقد من الخبرة لتمكين التنقل الجوي الحضري عند الطلب.» 
في عام 2020، فازت شركة تيرا أفييشن بجائزة "disruptor Award" في مسابقة جوفلاي الشخصية للطيران عن مقعدها الفردي eVTOL. في عام 2021، أعلنت الشركة عن مركبة Mk5 eVTOL الذي تتوقع تسليمه في عام 2022. يشمل النموذج 32 مروحة رفع رأسية موزعة على أجنحة أمامية وخلفية رفيعة وطويلة، جنبًا إلى جنب مع دعامة دفع خلفية للانطلاق. وهي تستخدم في الغالب إطارًا من الألومنيوم، بهيكل من ألياف الكربون / بوليمر مقوى بالأراميد. عرض المركبة 8.62 متر (28.3 قدم)، بطول 6.15 متر (20.2 قدم) وارتفاع 2.51 متر (8 قدم 3 بوصة) . تحمل حزمة البطارية 13.5 كيلو واط في الساعة. يُقدر الوزن الفارغ بـ 488 كيلوغرام (1,076 رطل) ويستضيف ما يصل إلى 79 كيلوغرام (174 رطل) كوزن طيار. تتميز المركبة بثلاث وحدات تحكم طيران على الأقل، وتستعمل 32 مروحة رأسية في حالة تعطل المحرك أو وحدة التحكم في الرحلة، مع مظلة في حالة الفشل التام. سيتم بيع الطائرة كطائرة تجريبية لا تتطلب سوى رخصة طيار خاصة.
في عام 2021، أعلنت أوربان eVTOL عن مركبة ليو، بسعة ثلاثة مقاعد، بسرعة 250 ميل في الساعة (400 كم/س)، ومدى يصل إلى 300 ميل (480 كـم). تستخدم 16 مروحة بقطر 40 سم و 10 كيلو وات للرفع الرأسي و 6 محركات خلفية ذات شفرات توربينية بقطر 28 سم للدفع الأفقي. الجناح عبارة عن تصميم مربع مزدوج. الهدف منها هو أن تكون صغيرة بما يكفي لركنها في مكان قياسي للسيارات. يستوعب نظام البطارية المنفصلة 66 كيلو واط في الساعة. يتم تضمين مظلة باليستية. لم تقوم بأي رحلة طيران بعد.
في عام 2021، أجرت شركة فولو كوبتر أول رحلة EVTOL مأهولة في كوريا الجنوبية.
في نوفمبر 2021، نشرت الأكاديمية الوطنية للعلوم دراسة  قام بها شاشانك سريباد وفينكات فيسواناثان من جامعة كارنيجي ميلون أظهرت أن طائرات eVTOL يمكن أن تكون لها كفاءة في استخدام الطاقة الكهربائية مقارنتاً بالمركبات الأرضية أو الأعلى منها. حددت الدراسة أيضًا مستوى الاستعداد التقني العالي لأجهزة المركبة التي تعمل بالبطاريات.
برنامج أجيليتي برايم
أربع شركات أمريكية تمكنت من الحصول على عقود صلاحية للطيران العسكري من خلال برنامج أجيليتي برايم للجيش الأمريكي، وهي: جوبي أفييشن، بيتا تكنولوجيز، ليفت إيركرافت، ومؤخراً كيتي هوك، التي تم قبول طائرتها هيفيسايد في يوليو 2021.
سباكس
انضم كل من آرتشر وجوبي وليليام وفيرتيكال إلى شركات الاستحواذ ذات الأغراض الخاصة (SPAC) للاكتتاب العام. الأولى كانت شركة آرتشر للطيران، التي أعلنت في وقت واحد عن طلبية بقيمة 1,000,000,000 دولار أمريكي لأكثر من 200 طائرة من شركة يونايتد إيرلاينز في فبراير 2021. كانت آرتشر أيضًا أول من كشف علنًا عن طائرة ميكر في ذلك العام.
الطلبات
أعلنت شركة فيرتكيل إيروسبيس عن طلبات مسبقة لـ 1,000 eVTOLs في يونيو 2021، بما في ذلك من الخطوط الجوية الأمريكية وفرجين أتلانتيك ومؤجر الطائرات أفالون هولدينجز.
اعتبارًا من يناير 2022، وقعت شركة إمبراير إيف للتنقل الجوي عقودًا مع 17 شركة لشراء 1735 طلب شراء إيف eVTOLs بقيمة 5 مليارات دولار أمريكي.

## التكنولوجيا

### آليات الطيران
العديد من نماذج المركبات تعمل بدون أجنحة. عادةً ما تستخدم الطائرات متعددة المروحيات أذرعًا شعاعية لضم المحركات / المراوح، مثل فولو كوبتر 2X أو جيتسون ايرو.
تصاميم الاتجاه الموجهة تغير اتجاه الدفع، وتوجه الدفع عموديًا للإقلاع / الهبوط وأفقياً أثناء الطيران. يمكن للجناح بأكمله أن يقوم بالدوران حول المروحات. آرتشر ميكر،  ليليوم جيت، جوبي إس 4،  فولو كوبتر 2X، فيرتكيل إيروسبيس VA-X4، وزوري 2.0  هي مركبات دوارة قابلة للإمائلة. هناك طريقة أخرى لتوجيه الدفع وهي استخدام الرفرف لتحويل اتجاه الهواء القادم من محرك أفقي إلى أسفل لخلق قوة الرفع. تتميز كرافت ايرو بجناحها الصندوقي المتصل بأسفل جسم المركبة في المقدمة وأعلى جسم المركبة في الخلف، مما يمثل شكلًا ماسيًا عند النظر إليه من الأعلى. يشتمل التصميم على مولد توربيني لزيادة المدى. توجه ناقلات الدفع الموجوده في مركبة أوديس افييشن من محركاتها الستة عشر عن طريق تمديد الرفرف التي توجه الهواء المتحرك بإتجاه الخلف نحو الأسفل عند الإقلاع والهبوط.
تستخدم مركبات التي تحوي أنظمة الرفع مجموعة واحدة من المحركات للطيران الرأسي ومجموعة أخرى للطيران، مثل بيتا آليا، إيرباص، وإيماجيك.
تستخدم بيتيريو داينامكس تصميم جناح قابل للطي يتيح سهولة النقل البري للمركبة. يحدث الإقلاع مع وضع الأجنحة في وضع مطوي، مع انتقال أثناء الطيران إلى حالة ممتدة تمامًا.

### تصميم الجناح
لا تستخدم المروحيات النموذجية أجنحة، وتعتمد حصريًا على مراوح الدوران للرفع.
تستخدم تصميمات الأجنحة الترادفية الأجنحة الأمامية والخلفية، وترتبط اختياريًا ببعضها البعض عند أطراف الجناح.
تستخدم تصميمات الجناح الصندوقي أو الجناح المغلق أيضًا جناحين، لكن الأجنحة متصلة بطريقة يتم فيها التخلص من رؤوس الأجنحة. يمكن تكديس الأجنحة رأسياً أو ترتيبها في الأمام والخلف كما هو الحال في التصميمات الترادفية.

### الطاقة
يتم تشغيل معظم النماذج الحالية بواسطة البطاريات الكهربائية، على الرغم من أن بعض النماذج تستخدم خلايا وقود الهيدروجين.
في الوقت الحالي، تعاني البطاريات من انخفاض في الطاقة النوعية (مما يتسبب في حدوث مشكلات في نطاق الطيران وبالتالي مشاكل تتعلق بالسلامة). عانت خلايا الوقود سابقًا من قوة محددة أقل (والتي يمكن أن تكون منخفضة جدًا بالنسبة للإقلاع / الهبوط العمودي)، لكن التصميمات الأحدث تدعي أنها حلت هذه المشكلة. هناك أيضًا مقترحات لاستخدام البطاريات للإقلاع / الهبوط وخلايا وقود الهيدروجين للطيران.

## الاستخدامات

### المدني
تم تصميم معظم مركبات eVTOL المدنية للتنقل الجوي في المناطق الحضرية، وأدوارها النموذجية كالآتي:

#### التاكسي الجوي

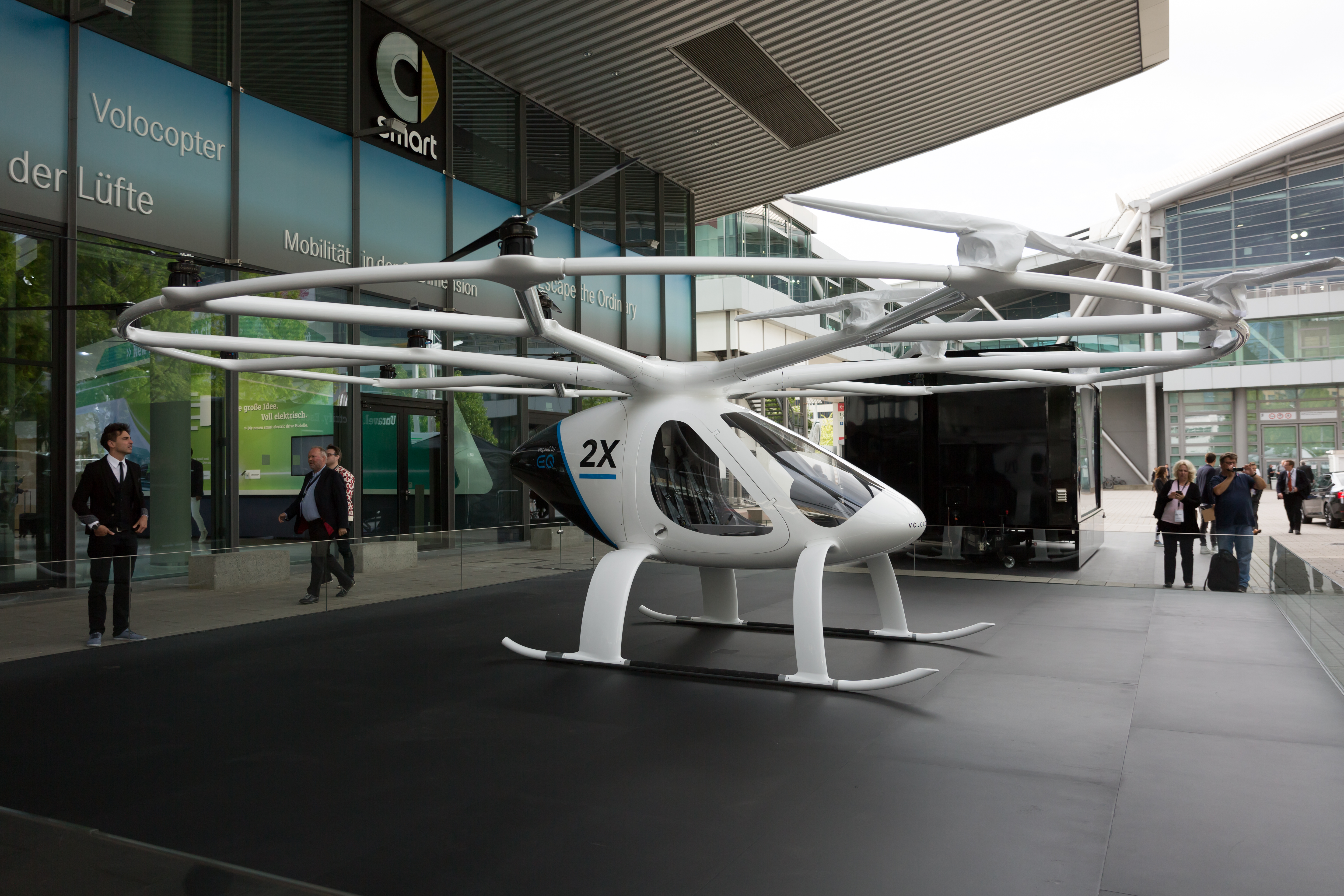
فولوكوبتر 2X

العديد من مفاهيم eVTOL صُممت خصيصاً للتنقل الجوي في المناطق الحضرية. على سبيل المثال، تعمل بيبيستريل، وهي شريك Uber Elevate، على بيبيستريل 801، وهي مركبة تاكسي جوي تحوي 5 مقاعد. مثال آخر فولو كوبتر، التي اقترحت خدمة مركبات الأجرة الجوية التي تسمى فولو سيتي، بناءً على فولو كوبتر 2X.

#### التوصيل

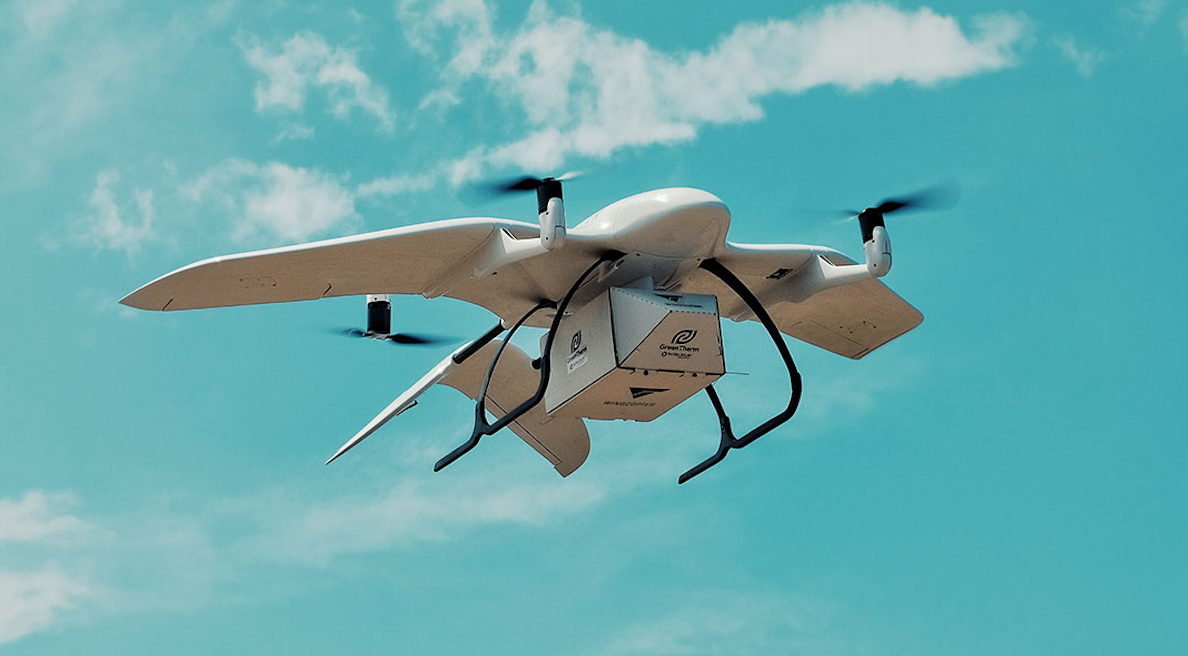
وينج كوبتر 178 HL في رحلة توصيل لقاح في فانواتو.

تقدم شركة ألفابت المالكة لشركة جوجل خدمة توصيل eVTOL UAV منذ عام 2020. تعمل طائراتهم بدون طيار بمدى يصل حتى 100 كم وبحمولة 1.5 كلغ. أمازون ويو بي إس هما شركتان أخريان تستخدمان التوصيل بطائرات بدون طيار. قامت شركة طيران ألمانية تُدعى وينج كوبتر بالتعاون مع اليونيسف لتسليم لقاحات في فانواتو في عام 2018. وفي عام 2020، تم استخدام طائرة بدون طيار من طراز وينج كوبتر eVTOL لتقديم مجموعات اختبار COVID-19 إلى جزيرة مول.

#### المساعدة الطبية (EMS)
في عام 2020، أعلنت جمب إيرو على أنها تعمل على طائرة eVTOL صغيرة ذات مقعد واحد للسماح بالنشر السريع لخدمات الطوارئ. هذا النوع من المركبات ليس بديلاً عن المركبات الأرضية أو المروحيات.
في عام 2020، درس اتحاد النقل الجوي الكندي الفوائد المقترحة لـ eVTOL للتنقل المباشر من مستشفى إلى آخر، يشمل ذلك: المرضى، الأعضاء والأدوية.

### العسكرية
في أبريل 2020، أعلنت القوات الجوية الأمريكية عن تمويل بقيمة 25 مليون دولار لمشاريع eVTOL من أجل التنمية في عام 2021. في 20 أغسطس 2020، نظمت القوات الجوية الأمريكية (USAF) رحلة استعراضية لطائرة كهربائية للإقلاع والهبوط العمودي في معسكر مابري في أوستن، تكساس. كانت هذه هي المرة الأولى التي تحلق فيها طائرة eVTOL مأهولة في إطار برنامج USAF Agility Prime .
في 12 ديسمبر 2021، أعلنت شركة Embraer و BAE Systems عن خطط للشروع في دراسة مشتركة لاستكشاف تطوير مركبة Eve لسوق الدفاع والأمن.

## الترخيص

### أوروبا
منذ عام 2018، تعمل وكالة سلامة الطيران الأوروبية (EASA) على اعتماد هذه الطائرات. في يوليو 2019، قامت الوكالة بنشر SC-VTOL-01 : حالة خاصة لمركبات VTOL. حددت هذه الوثيقة أهداف السلامة والتصميم للمركبات.

### الولايات المتحدة
نشرت إدارة الطيران الفيدرالية الأمريكية (FAA) دراسة في عام 2009 حول توصيات الطيران العامة خلال العشرين عامًا القادمة.